# 佩德菲克山
46°34′03″N 10°36′11″E / 46.567377°N 10.603004°E

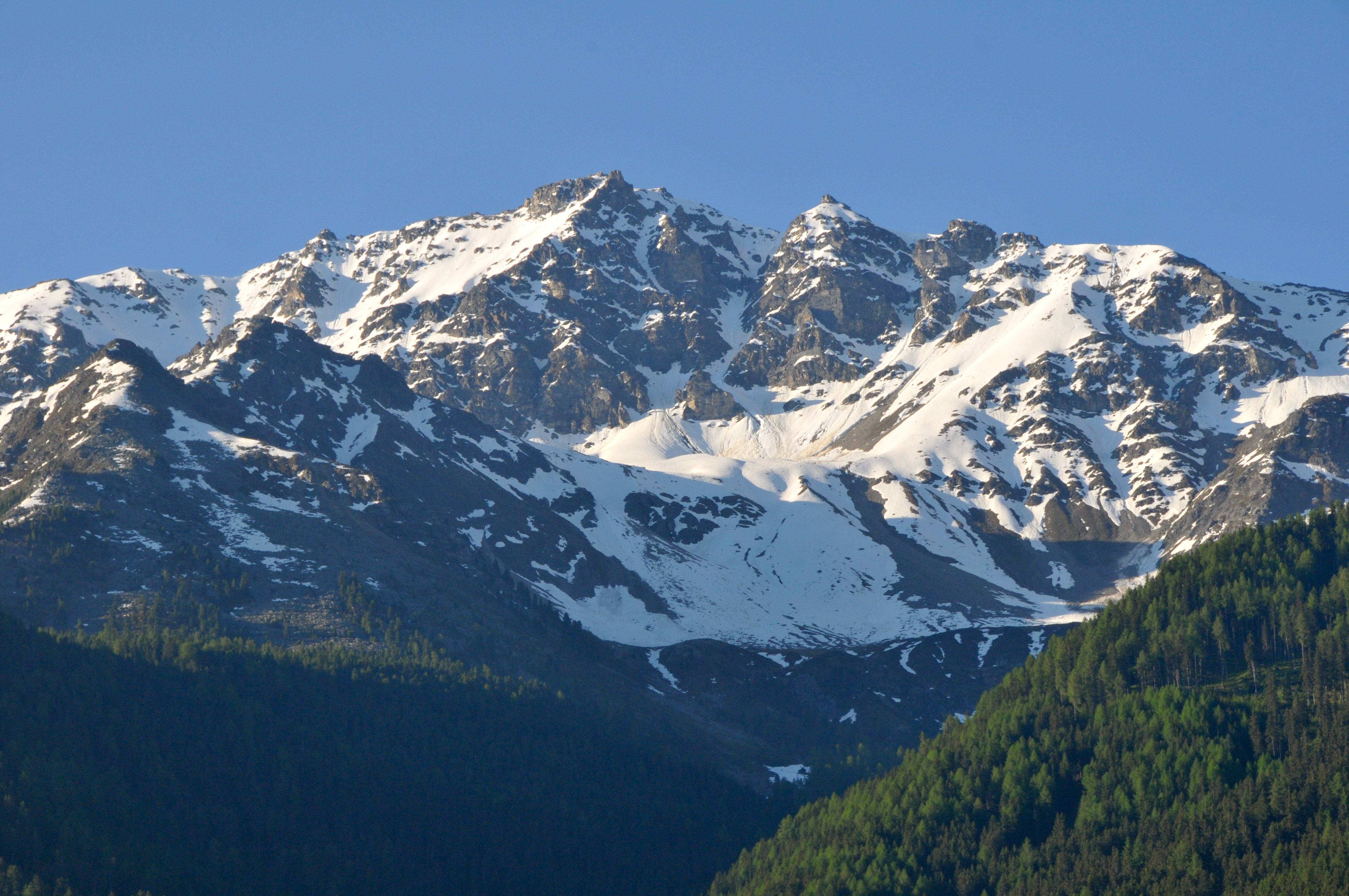

佩德菲克山（德語：Pederfick），是意大利的山峰，位於該國東北部，由博爾扎諾-南蒂羅爾自治省負責管轄，屬於奥特莱斯山的一部分，海拔高度3,114米。